# Xã Latty, Quận Paulding, Ohio
Xã Latty (tiếng Anh: Latty Township) là một xã thuộc quận Paulding, tiểu bang Ohio, Hoa Kỳ. Năm 2010, dân số của xã này là 1.017 người.